# Bessey-lès-Cîteaux
Bessey-lès-Cîteaux è un comune francese di 673 abitanti situato nel dipartimento della Côte-d'Or nella regione della Borgogna-Franca Contea.

## Società

### Evoluzione demografica
Abitanti censiti